# Ful medames

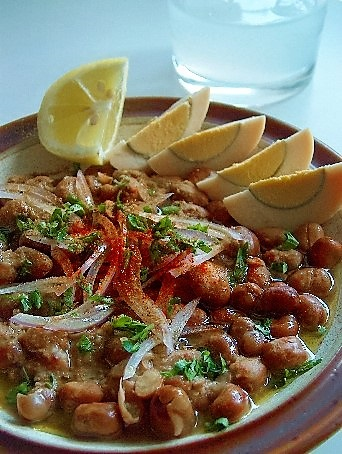

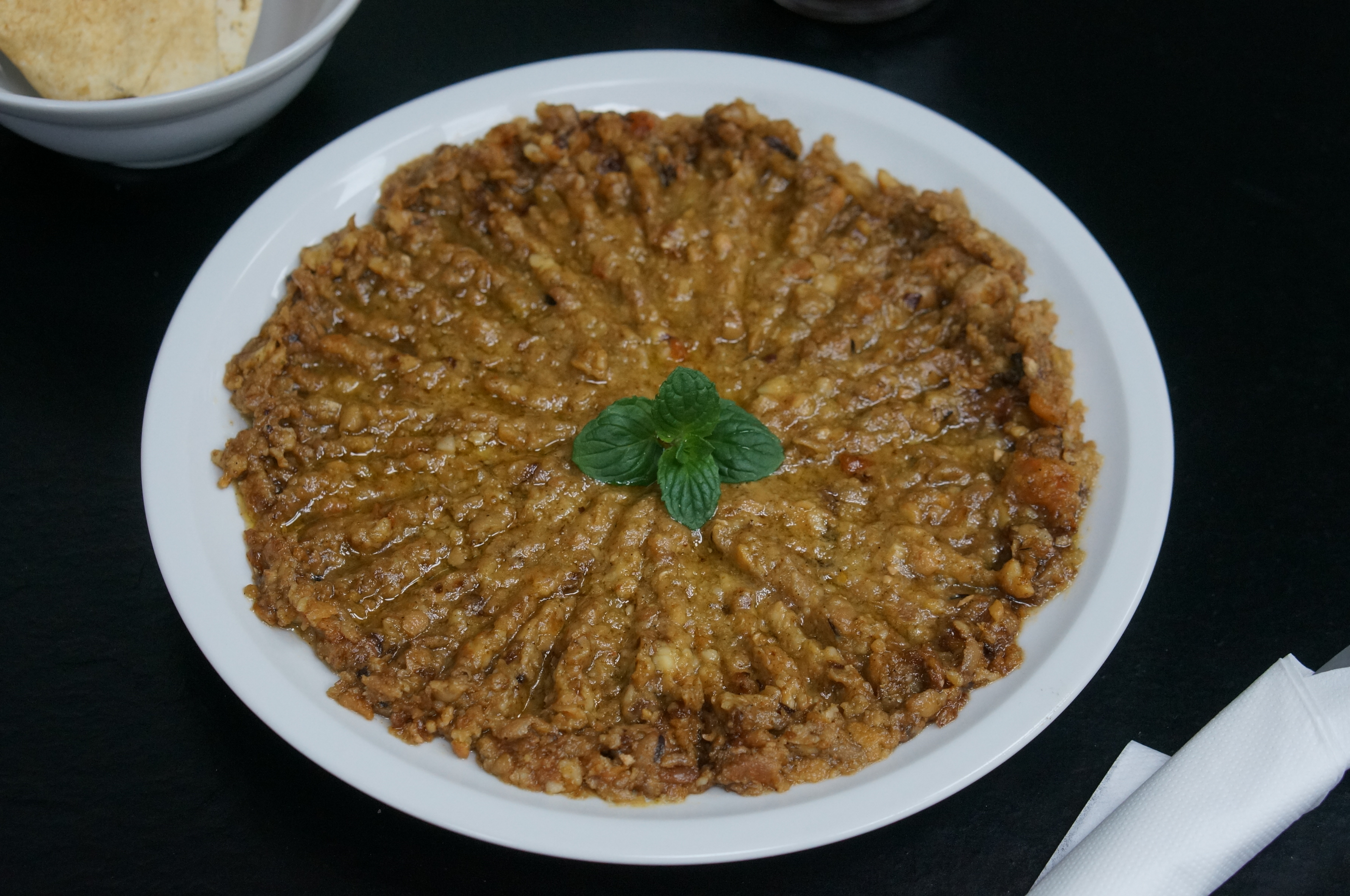
Arabisches Ful

Ful medames (arabisch فول fūl für „Sau-“ oder „Favabohne“), auch Foul Medammas, Foul Medammes oder Ful Mudammas, arabisch فول مدمس („über Feuer gekochte Bohnen“) genannt, ist ein einfaches, im gesamten arabischen Raum verbreitetes Gericht, das aus Saubohnen (auch Favabohnen oder Dicke Bohnen genannt) hergestellt wird. Mitunter wird es als ägyptisches und auch sudanesisches Nationalgericht bezeichnet. Die Speise wird oft in mit heißer Asche bedeckten Tontöpfen über Nacht gekocht (ägyptisch mudammas bedeutet begraben).
Die getrockneten, über Nacht eingeweichten Bohnen werden in frischem Wasser gekocht, bis sie weich sind. Bei Verwendung von Bohnen aus der Dose wird der Inhalt nur unter Zugabe von wenig Wasser erhitzt. In manchen Regionen werden die Bohnen grob püriert. Von Wagen auf der Straße in Ägypten werden sie mitunter nicht püriert, aber mit einer Gabel serviert, sodass sie je nach Geschmack mehr oder weniger zu einem Brei zerdrückt werden können. Manchmal wird das Ful mit Knoblauch, etwas Salz und je nach Geschmack mit Kreuzkümmel und anderen Gewürzen abgeschmeckt. Serviert werden die Bohnen in einer flachen Schale, großzügig mit Öl, zum Beispiel Olivenöl, übergossen und gegebenenfalls mit einer Soße aus feingehackter Petersilie und wenig Zitronensaft sowie Zwiebelstückchen dekoriert. Dazu reicht man ein dünnes Fladenbrot und eventuell Schafskäse, gehackte Salzgurken, gekochte Eier oder Tomatenwürfelchen.
Dieses Bohnengericht wird in arabischen Ländern auch mit Hummus, Laban oder Taboulé zum Frühstück gereicht, kann aber auch ein Imbiss (Mezze) oder ein Hauptgericht sein. In Oberägypten, besonders rund um Assuan, wird Ful wie Falafel als Fast Food in Fladenbrot serviert („Esch Ful“). In Saudi-Arabien, Oman und den Emiraten gibt es dazu noch Olivenöl und gemahlenen Kreuzkümmel, seltener gehäckselten Knoblauch.
Ful ist auch als Dosenware im Handel erhältlich, ähnlich den Baked Beans.